# هنري دبليو. كوربيت
هنري دبليو. كوربيت (بالإنجليزية: Henry W. Corbett)‏ هو سياسي أمريكي، ولد في 18 فبراير 1827 في ويستبورو (ماساتشوستس) في الولايات المتحدة، وتوفي في 31 مارس 1903 في بورتلاند في الولايات المتحدة. نشط حزبياً في الحزب الجمهوري. وقد انتخب عضو مجلس الشيوخ الأمريكي.